# Селезни (Ильинский район)
Селезни — деревня в составе Ильинского городского округа в Пермском крае. Интересный факт: здесь жил герой интернет-мема дед "футбольный мячик".

## Географическое положение
Деревня расположена на берегу Камского водохранилища расстоянии примерно в 2 км к юго-востоку от города Чёрмоз.

## Климат
Климат характеризуется как умеренно континентальный, с продолжительной холодной зимой и коротким летом. Средняя многолетняя температура самого холодного месяца (января) составляет −15,3—14,7 °С, температура самого тёплого (июля) 17,4—18,2 °С. Продолжительность холодного периода составляет 5 месяцев, теплого 7 месяцев, а смена их происходит в октябре — осенью, весной в первой половине апреля.

## История
Деревня до 2020 года входила в состав Чёрмозского городского поселения Ильинского района. После упразднения обоих муниципальных образований входит в состав Ильинского городского округа.

## Население
| 2010 |
| ---- |
| 9    |

Постоянное население составляло 19 человек в 2002 году (89 % русские).